# Hi Bye, Mama!
Salut Au revoir, Maman! (en coréen : 하이바이, 마마!) est une série télévisée sud-coréenne diffusée en 2020 avec les acteurs Kim Tae-hee, Lee Kyu-hyung et Go Bo-gyeol . L'émission a été diffusé sur tvN du 22 février au 19 avril 2020,.

## Synopsis
Cha Yu-ri est un fantôme depuis sa mort tragique cinq ans auparavant. Avant d'aller de l'avant avec sa réincarnation, Cha Yu-ri reçoit une proposition: la possibilité de redevenir humaine si elle réussit à reprendre sa place avant que 49 jours soient écoulés. Toutefois, la tâche s'avère difficile car son mari est maintenant remarié.

## Distribution

### Acteurs Principaux
- Kim Tae-hee : Cha Yu-ri [3],[4]
- Lee Kyu-hyung : Cho Gang-hwa [5]
- Go Bo-gyeol : Oh Min-jung

### Autres

#### Famille et entourage de Yu-ri
- Seo Woo-jin : Jo Seo-woo, la fille de Yu-ri[6].
- Kim Mi-kyung : Jeon Eun-sook, la mère de Yu-ri.
- Park Soo-young : Cha Moo-poong, le père de Yu-ri.
- Kim Mi-soo : Cha Yeon-ji, la petite sœur de Yu-ri.
- Shin Dong-mi : Go Hyun-jung, la meilleure amie de Yu-ri.
- Yoon Sa-bong : Mi Dong-daek, un chaman.
- Lee Shi-woo : Jang Pil-seung, un pilote d'avion

#### Les gens autour de Gang-hwa
- Oh Eui-shik : Gye Geun-sang, le meilleur ami de Gang-hwa.
- Ahn Nae-sang : Le professeur Jang, patron de Gang-hwa.

#### Fantômes à l'ossuaire
- Ban Hyo-jung : Jung Gwi-sun, mort il y a 7 ans.
- Bae Hae-sun : Sung Mi-ja, femme de Man-seok, morte il y a 55 ans.
- Choi Dae-sung : Kwon Man-seok, le mari de Mi-ja, mort il y a 56 ans.
- Park Eun-hye : Seo Bong-yeon, la mère de Pil-seung, morte il y a 22 ans.
- Kim Dae-gon : Jang Dae-choon, le père de Pil-seung, mort il y a 22 ans.
- Shin Soo-yeon : Jang Young-shim, la sœur de Pil-seung, morte il y a 22 ans.
- Lee Jae-woo : Kang Sang-bong, ancien joueur de baseball qui s'est suicidé.
- Shim Wan-joon : Shim Geum-jae, mort il y a 6 ans.
- Bae Yoon-kyung : Park Hye-jin, morte il y a 4 ans.

### Apparitions spéciales
- Lee Joong-ok : Le fantôme d'appartement (Ep. 1 et 10)
- Lee Jung-eun : La chamane (Ep. 4 et 10) [7] [note 1]
- Lee Dae-yeon : Kim Pan-seok (Ep.7 et 9)
- Lee Byung-joon : Baek Sam-dong (Ep. 7 et 9)
- Kim Seul-gi : Shin Soon-ae (Ep. 10) [note 1]
- Yang Kyung-won L'exorciste (Ep. 10-14)

## Production
Le premier titre de la série est Goodbye Mom (Coréen: 안녕 엄마 ).